# 那波宗俊
那波宗俊（?—?），日本戰國時代的武將。

## 生平
生年不詳。山內上杉家配下的國人領主。天文10年（1541年），與近鄰諸氏（深谷上杉家、足利長尾氏、厩橋長野氏、成田氏、桐生佐野氏）聯合，攻撃新田金山城的橫瀨氏（由良氏），不過最終失敗。此後，投向後北條氏並攻擊山內上杉家，受到周邊諸氏和橫瀨氏一同攻擊，不過因為小幡氏等西上野國諸氏離反，結果關東管領上杉憲政被流放到越後國。
永祿3年（1560年），居城赤石城被擁立憲政的長尾景虎（上杉謙信）攻撃。12月，赤石城、那波城被攻陷，在降伏後被視為後北條方的有力國人，在所領被奪去後，不久死去。

## 死後
死後，那波氏的所領被賜予橫瀨氏，不過後來橫瀨氏投向後北條氏，於是謙信轉而計畫令成為人質的那波顯宗（宗俊的嫡男）復歸舊領。

## 家系
在系圖中記載，妻室是長尾景長的女兒，不過亦有說法指景長的女兒是母親，妻室則是長尾景誠的女兒。

## 外部連結
- 武家家伝＿那波氏 （页面存档备份，存于）